# ベンダムスチン
ベンダムスチン（英語: bendamustine）は、1960年代初めに旧東ドイツで合成され、1971年より同国内で造血器悪性腫瘍および乳癌などの固形腫瘍に対して用いられてきた薬剤である。本剤はアルキル化薬のナイトロジェンマスタードの化学構造と代謝拮抗剤であるプリンアナログ様化学構造を併せ持つ化合物を目標にデザインされ、合成された。低悪性度B細胞性非ホジキンリンパ腫またはマントル細胞リンパ腫治療に用いられる。製造・販売元はシンバイオ製薬で、エーザイが販売提携している。商品名はトレアキシン (Treakisym) 。

## 販売までの経緯

### 海外
概要で記載した通り、この薬剤は旧東ドイツで開発された。東西ドイツ統一後に、旧東ドイツで承認されていた適応症についての再評価がなされ、低悪性度B細胞性非ホジキンリンパ腫、多発性骨髄腫および慢性リンパ性白血病を対象とした臨床試験が実施された。ドイツでは2005年に未治療の進行期低悪性度B細胞性非ホジキンリンパ腫および多発性骨髄腫の2疾患に適用が再承認された。また、2008年には未治療の慢性リンパ性白血病の適応症が追加申請された。2007年にはヨーロッパ各国でも順次承認された。米国では2008年3月に未治療の慢性リンパ性白血病、2008年10月には再発・難治性の低悪性度B細胞性非ホジキンリンパ腫の適応症が承認された。

### 日本
2006年10月から第I相臨床試験、2008年1月から第II相臨床試験が実施された。2009年10月には希少疾病用医薬品として指定を受け、2010年10月に承認された。2010年の承認ではが再発または難治性の低悪性度 B 細胞性非ホジキンリンパ腫およびマントル細胞リンパ腫を適応症としていたが、2016年8月には、慢性リンパ性白血病の効能・ 効果の追加承認を、2016年12月にはの未治療の低悪性度 B 細胞性非ホジキンリンパ腫及びマントル細胞リンパ腫に対する効能・効果の追加承認を受けた。

## 効能・効果
- 低悪性度B細胞性非ホジキンリンパ腫およびマントル細胞リンパ腫
- 再発または難治性のびまん性大細胞型B細胞リンパ腫
- 慢性リンパ性白血病
- 腫瘍特異的T細胞輸注療法の前処置

### 適応に該当する低悪性度B細胞性非ホジキンリンパ腫
- 小リンパ球性リンパ腫
- 慢性リンパ性白血病[2]
- 脾辺縁帯B細胞リンパ腫
- MALT関連節外性辺縁帯B細胞リンパ腫
- 節性辺縁帯B細胞リンパ腫
- 濾胞性リンパ腫(Grade1, 2, 3a, 3b)

海外では適応のある多発性骨髄腫には、日本では2021年現在適用がない。

## 作用機序
以下のような複数の機序で殺腫瘍細胞作用を示す。
- アルキル化作用によりDNAを損傷[3]。
- p53依存性[4]および非依存性[5]のアポトーシス誘導。
- 有糸分裂期のチェックポイント阻害による分裂期崩壊誘導[4]。

## 重大な副作用
重大な副作用として
- 骨髄抑制
- 感染症
- 間質性肺炎
- 腫瘍崩壊症候群
- 重症薬疹
- ショック、アナフィラキシー

が挙げられている。この中でも感染症は注意喚起がなされている。